# Madona vyšehradská
Deskový obraz Madony vyšehradské, zvaný též Dešťová Madona, byl namalován pro špitální kostel Pokory Panny Marie postavený pod Vyšehradem na pravém břehu mezi roky 1352 a 1364. V pohusitském období byl obraz přenesen do vyšehradského kostela svatého Petra a Pavla. Název „Dešťová Madona“ získal tento obraz díky pozdějším procesím směřujícím na Vyšehrad k vyprošení si deště v obdobích sucha. Jedná se o nový typ zobrazení Madony sedící na trávníku a kojící Krista. Tento typ Madony je byzantského původu, který ve 12. století zdomácněl v Itálii pod označením Madonna dell´Umiltà (Madona Pokorná). Vyobrazení kojící Madony se znovu objevilo v italském malířství před polovinou 14. století v obrazech Sieňana Simona Martiniho (1284?−1344) a Benátčanů Paola (před 1300−1362?) a Lorenza Veneziana (1330?−1372). Obraz Madony vyšehradské má však především mnoho společného s cyklem obrazů Mistra vyšebrodského oltáře.

## Popis deskového obrazu a jeho umístění

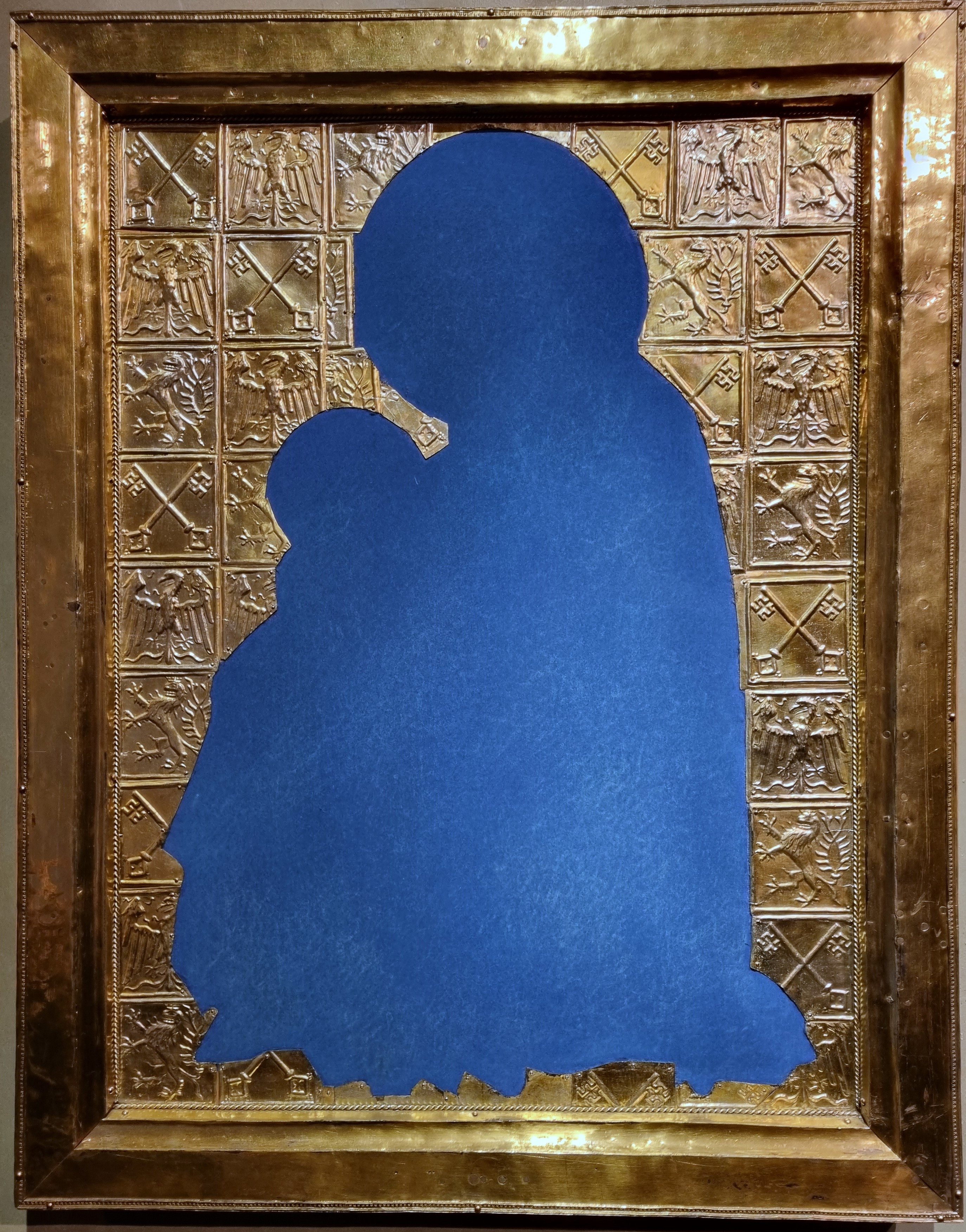
Zlacený stříbrný kryt pořízený pro obraz kolem roku 1396.

Obraz Madona s dítětem, známý jako Madona vyšehradská, byl namalován temperou na plátnem potažené desce z jedlového dřeva o rozměrech 68,5 x 54,0 cm. Vlastní malba zaujímá plochu 57,5 x 43,5 cm. Od roku 1727 byl obraz opakovaně restaurován. Úpravy způsobené seříznutím desky nahoře a dole byly příčinou toho, že svatozář Panny Marie, která byla původně zakončena dvanácti hvězdami, jich dnes má jen osm. Vznik obrazu je datován na dobu po roce 1350, kdy byl z podnětu Jana Očka z Vlašimi, císařova sekretáře a později druhého pražského arcibiskupa (1364), pod Vyšehradskou skálou založen špitál Pokory Panny Marie s kostelem. V roce 1397 objednal Václav Králík z Buřenic, probošt Vyšehradské kapituly, kryt ze zlaceného stříbrného plechu zakrývající pozadí obrazu a jeho rám. Na krytu jsou vytepána pole se znakem Českého království (lev ve skoku), Vyšehradské kapituly (dva zkřížené klíče), které se střídají s poli zobrazujícími říšskou orlicí. Obraz i jeho kryt byly Vyšehradskou kapitulou zapůjčeny do Národní galerie v Praze (Anežský klášter). Při restauraci v ateliéru Národní galerie v Praze byl v 60. letech 20. století obraz studován i v infračerveném světle. Technologickou rekonstrukci obrazu Panny Marie Dešťové provedla akademická malířka a restaurátorka Jana Lukešová v roce 1996. Obraz Madony pravděpodobně pochází z kostela Santa Maria de humilitate pod pražským Vyšehradem. Madona vyšehradská zobrazuje nový typ Madony sedící na květnatém trávníku, přičemž kojí dítě. Obraz se vyznačuje zakrytím Mariina prsu, zatímco v italských obrazech zůstává obnažený. Klasickou podobu obrazů tohoto typu najdeme v okruhu benátského malíře Lorenza Veneziana. Pravděpodobně odtud převzal ikonografické schéma i malíř tohoto obrazu. Po husitských válkách byl obraz přenesen do kapitulního kostela sv. Petra a Pavla na Vyšehradě, který od roku 2003 nese označení bazilika minor. Obraz byl vystaven v postranní kostelní kapli zasvěcené Panně Marii Dešťové. Dnes je v této kapli novogotický oltář, do kterého je vsazena kopie obrazu Panny Marie Dešťové.

## Autor deskového obrazu

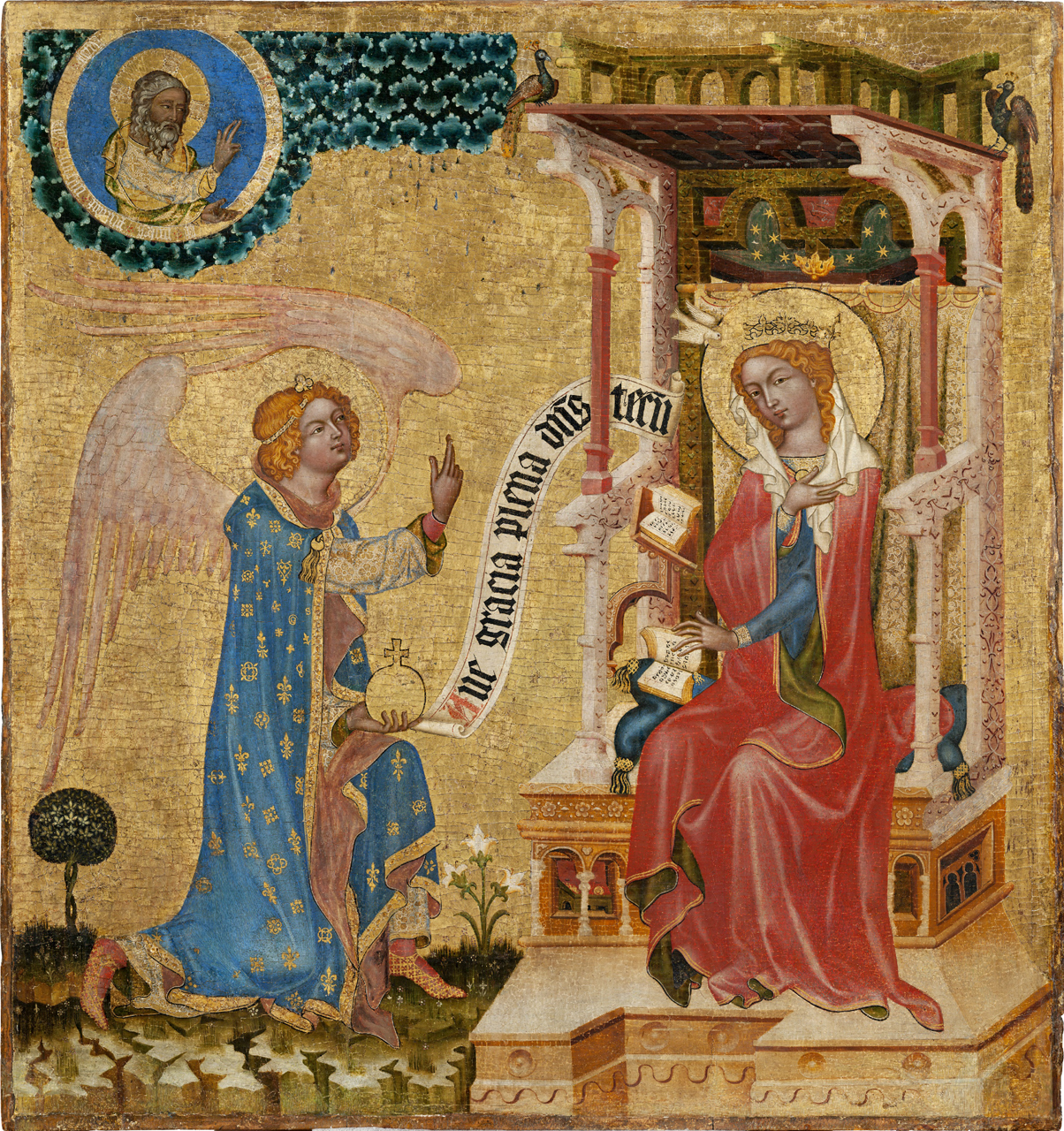
Zvěstování Panně Marii (před 1350; Národní galerie v Praze, ČR)

Autor obrazu Panny Marie Dešťové je neznámý, ale podoba obrazu je natolik blízká Mistru vyšebrodského oltáře, že většina historiků umění malíře považuje za vysoce nadaného mistrova následovníka. Slohový charakter obrazu, práce se světlem a utváření drapérie roucha Panny Marie však dokládá paralelnost tohoto obrazu s posledními Mistrovými pracemi. Tento vztah k posledním mistrovým pracím vedl dokonce k názoru, že autorem obrazu je sám Mistr vyšebrodského oltáře. Hvězdný nimbus kolem hlavy Panny Marie vyšehradské nebyl Mistru vyšebrodského oltáře neznámý, jak to dokládá podobný nimbus kolem hlavy Panny Marie v jeho obraze Zvěstování. Na obraze Madony vyšehradské však přece jen najdeme více rozdílů než shod s obrazy Vyšebrodského mistra a tak za autora obrazu Panny Marie vyšehradské je považován spíše jeho žák či následovník.

## Datace deskového obrazu
Obraz Madony vyšehradské není datován a k disposici nejsou ani dokumenty vztahující se k tomuto obrazu. Na jeho historické zařazení lze usuzovat díky dataci založení kostela Pokory Panny Marie a to mezi roky 1350 a 1364, ale především díky komparaci s obrazy Mistra vyšebrodského cyklu. Význam mělo i porovnáním ikonografie obrazů Madon českého původu pocházejících z doby kolem poloviny 14. století. Srovnáním deskových obrazů Madony z Veveří (po roce 1345), Madony strahovské (kolem 1350), Madony z Kladska (po 1352) a Madony římské (před 1360) s Madonou vyšehradskou dává jistou možnost časového zařazení tohoto deskového obrazu a to i s přihlédnutím k dobovým ikonografickým podnětům pocházejících z Itálie.

## Umělecko-historický význam deskového obrazu Madony vyšehradské
Deskový obraz Madony vyšehradské je významným gotickým deskovým obrazem, který vznikl v českém okruhu Mistra vyšebrodského oltáře v době krátce po roce 1355. Obraz byl obohacením nejen české deskové malby, ale v obecném slova smyslu i malby na sever od Alp. Na rozdíl od Mistra vyšebrodského cyklu, který čerpal hlavně ze západní, především francouzské knižní malby, jeho následovník využil podnětů z italské deskové malby z první poloviny 14. století, jež zobrazovala božství lidsky chápaným způsobem.